# Es hat sich halt eröffnet

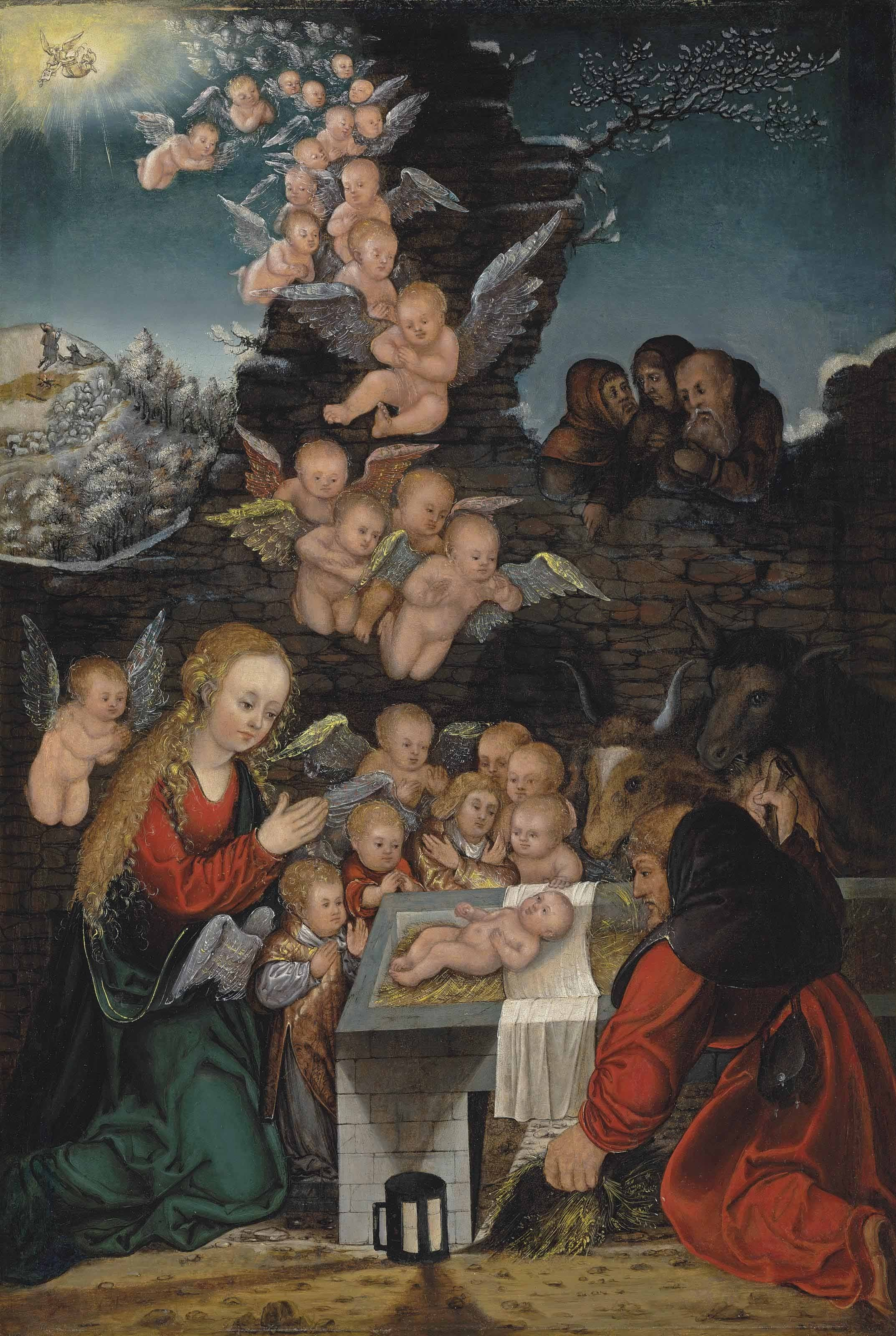
Lucas Cranach d. Ä. (Werkstatt): Die Geburt Christi (um 1520)

Es hat sich halt eröffnet ist ein Weihnachtslied, das aus Österreich (Tirol, Steiermark) sowie aus Schwaben überliefert ist. Es gilt als eines der „beliebtesten alpenländischen Weihnachtslieder“.

## Melodie und Text
Es håt sich halt 1 eröffnet das himmlische Tor,

die Engelan, die kugelan 2 gånz haufenweis hervor.

Die Büabalan, die Madalan, die måchn Purzigagalan, 3

båld aufi, båld åbi, båld hin und båld her,

båld unterschi, båld überschi, das gfreut sie um so mehr.

Alleluja, alleluja, alle-, alle-, alleluja

Jetzt håb ma hålt dås himmlische Gwammel 4 erblickt;

es håt uns Gott Våter an Botn zuagschickt.

Wir sollten uns vereinen, zum Kindlein auf die Roas,

verlåssn unsre Öchslan, die Kälber und die Goaß,

verlåssn unsre Öchslan, die Kälber und die Goaß.

Åft 5 sein mir nåcher gången, i und du a,

kerzengråd nåch Bethlehem, juchheißa, hopsassa.

Seppele, du Schlanggele, 6 nimm du dei gmöstets Lampele, 7

und Michl, du a Henn, und Jost, du an Håhn,

und i nimm mei foasts Fakkele 8 und renn damit davon.

Geh, Veitl, mir wöllen die Gscheitern hålt sein!

Wir betn ’s Kindlan ån im Ochsenkrippelein.

Büabale, wås mågst denn håbn, mågst eppa 9 dechta 10 unsre Gåbn?

Mågst Äpfl oder Birn, oder Nussn oder Kas,

willst Zwötschgen 11 oder Pflaumen oder sinst 12 a sölles 13 Gfraß?
Alternative Textfassung aus Nauders:
Es håt sich hålt eröffnet dås himmlische Tor.

Die Engelen, dö kugeln gånz haufenweis hervor;

die Büebelen, die Madelen, sie måchen Purzigagelen

|: båld aui, båld åi, båld hin und båld her,

båld unterschi, båld überschi, dös freut uns um so mehr. :|

Gea, Veitl, mir wölln die Gscheidern sein;

mir beten zum Krischtkindalan bein Oxenkrippelan.

Büabele, wås willst håbn, willst Nutzen für die Gåb’n,

|: willst Opfl oder Birn, oder Pfraumen, oder Kas,

oder Nuss’n oder Zwöschben oder sünst a sölles Gfraß. :|

Jetzt sein mers hålt gången, i und du a,

hin gegen Betlehem, hopsasasa!

Männiglü, 14 du Schlampele, nimm du dein gmäschtets Lampele,

|: und Gottl, 15 du a Henn, und Riapl 16 du a Huhn;

und i i nimm meiñ Fakkele, renn a darmit darvun. :|
Worterklärungen:

## Überlieferung
Das Weihnachtslied ist erstmals 1756 in einer Fassung aus 16 sechszeiligen Strophen auf einem fliegenden Blatt nachweisbar. Eine stark gekürzte Textfassung wurde 1808 in Des Knaben Wunderhorn aufgenommen. Wilhelm Pailler veröffentlichte 1883 eine Textfassung mit der Herkunftsangabe „Tirol, Lienz“, bei der die Eingangsstrophe der heute üblichen Fassung am Schluss steht. Diese Überlieferungen sind alle ohne Melodie.
Als Herkunft einer anderen Überlieferungslinie, die auch die Melodie umfasst, wird Nauders in Tirol, nach anderen Quellen das Tiroler Oberinntal genannt. Die Angabe, das Lied sei um 1800 in Bozen aufgezeichnet worden, konnte bislang nicht verifiziert werden. Gewährsmann für die beiden ältesten bekannten Aufzeichnungen der Melodie ist der Druckereibesitzer Hans Mößmer aus Wien, der das Lied als „sehr alt, mindestens aus dem Anfang des 19. Jahrhunderts“ bezeichnete. Mößmer hatte das Lied seinerseits 1860 von dem Wiener Feuerwehrhauptmann Ingenieur Schuler gehört, der aus Lötz (heute Ortsteil von Zams) in Tirol gebürtig war. 1893 hatte Josef Pommer eine dreistrophige Fassung von Mößmer aufgezeichnet, die er erst 1913 veröffentlichte. Die erste Strophe des Liedes zeichnete Karl Liebleitner (1858–1942) im Jahre 1898 von Mößmer auf. Diese Fassung wurde 1899 von Franz Friedrich Kohl in der Sammlung Echte Tiroler Lieder erstmals veröffentlicht. In die zweite Auflage der Echten Tiroler Lieder von 1912 wurde eine vierstrophige, in der Melodie abweichende Fassung aus Roppen im Oberinntal aufgenommen. Eine etwas abweichende Textfassung in drei Strophen ist aus der Gegend von Kufstein überliefert. Die weiteren Strophen einer anderen Fassung finden sich u. a. im Liederbuch Alpenrose (1924, dort als „Volkslied aus Tirol“), sowie mit einer melodischen Variante in dem von Georg Kotek und Raimund Zoder herausgegebenen Liederbuch Stille Stunden, Wien 1950, aufgezeichnet von Georg Kotek in Bozen.
Zugleich gilt das Lied als das einzige Weihnachtslied, das in schwäbischer Mundart überliefert ist. Erklärt wird dies mit einem kulturellen Austausch, der vor allem über die Schwabenkinder jahrhundertelang beide Dialekträume miteinander verband.
Das Lied wurde in Tirol zu Weihnachten auch im Gottesdienst gesungen, fiel aber den Bemühungen des Cäcilianismus um eine Reinigung des Kirchengesangs von weltlichen Einflüssen zum Opfer. Als Reaktion darauf wurde das Lied im Volksgesang noch durch einen angehängten „Halleluja“-Ruf ergänzt. In der Tat fehlt dieser Liedschluss in den ältesten Quellen sowie in Liederbüchern, die schwäbische Vorlagen als Quellen anführen; hauptsächlich findet er sich in späteren Überlieferungen aus Österreich.
Zu den bekanntesten Interpreten zählen die Trapp Family Singers, die das Lied auf ihr 1953 erstmals erschienenes Album Christmas with the Trapp Family Singers aufnahmen.
Bearbeitungen des Liedes schufen u. a. Karl Marx (1949), Leo Lehner (1952), Hans Bauernfeind (1953), Herbert Paulmichl (1977), Franz Josef Breuer (1978) und Fred Schecher (1981).

## Inhalt
Die Hoffnung auf das Öffnen der Pforte des Himmels ist ein altes adventliches Motiv, das in vielen Advents- und Weihnachtsliedern wie Veni, veni, Emmanuel, Herr, send herab uns deinen Sohn, Tauet, Himmel, den Gerechten, O Heiland, reiß die Himmel auf oder Lobt Gott, ihr Christen alle gleich thematisiert wird.
Das fröhliche Lied wirkt wie eine Ausgestaltung barocker Christgeburtsbilder mit Unmengen puttengleicher Engelsscharen, die aus dem Himmel strömen, um die Geburt Christi zu verkünden. Auch literarisch findet sich dieses Motiv bereits um 1700, so etwa bei dem Barockprediger Ignatius Ertl (1645–1713):

„Zu einem Schauspiel denen Engeln / dann diese fliegen anheut gantz Schaar weiß vom Himmel auf Erden herab / […]“

Die weiteren Strophen lehnen sich inhaltlich an eine Hirtenszene an: die Hirten erkennen die frohe Botschaft und eilen nach Bethlehem, um das Jesuskind anzubeten und ihm Geschenke darzubringen.